# Salonwagen der Bergwerksbahn Sestao–Galdames

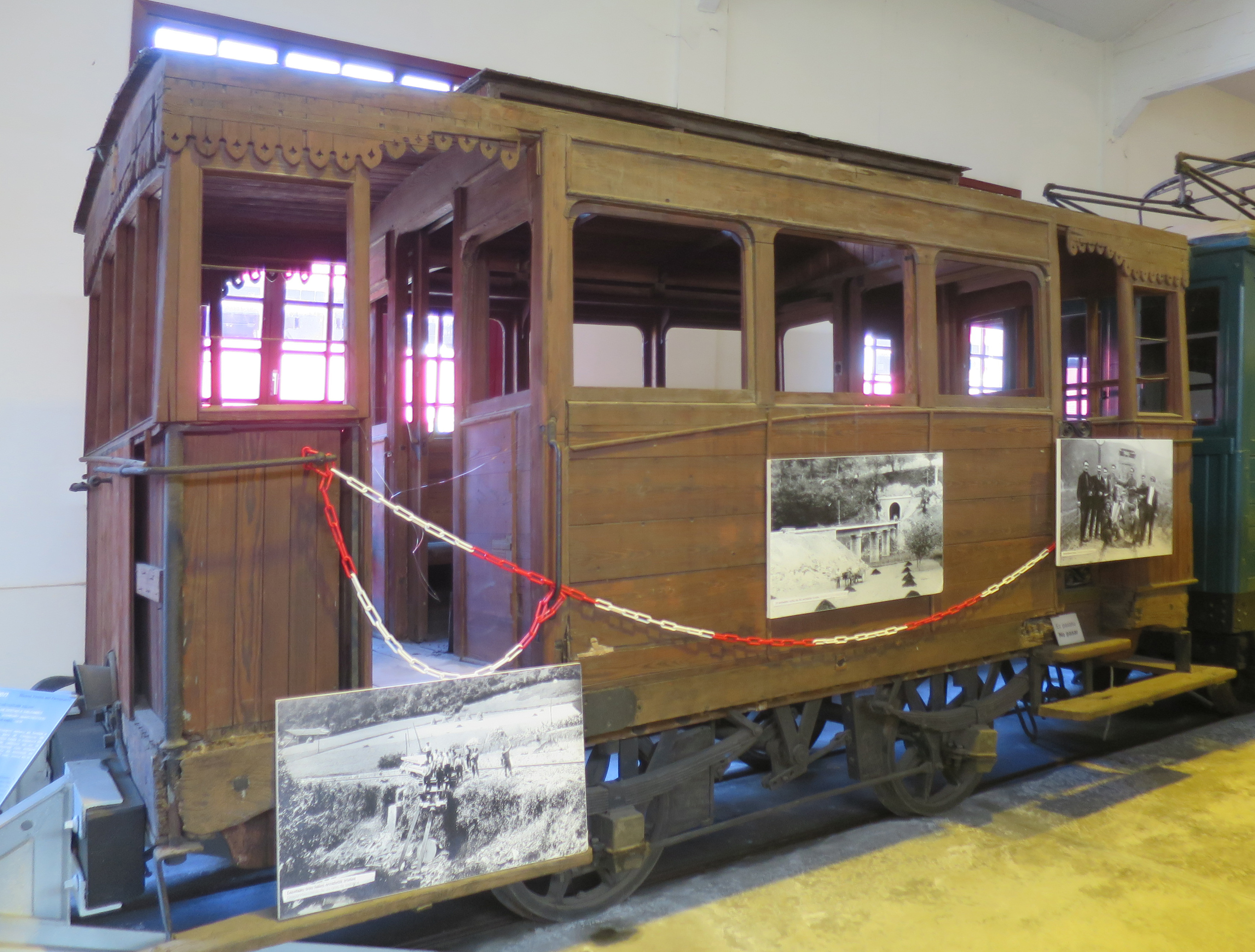
Salonwagen der Bergwerksbahn Sestao–Galdames im Baskischen Eisenbahnmuseum

Der Salonwagen der Bergwerksbahn Sestao–Galdames ist das älteste erhaltene Eisenbahnfahrzeug in Spanien.

## Geschichte
Der Salonwagen wurde 1876 bei der Ashbury Railway Carriage and Iron Company Ltd. in Manchester gebaut und an die Bergwerksbahn Sestao–Galdames (Ferrocarril de Sestao a Galdames) geliefert. Diese Bahn diente Bergwerken zum Transport und verband die Orte Sestao und Galdames. Sie war in der ungewöhnlichen Spurweite von 1150 Millimetern errichtet und wurde 1968 stillgelegt.
Der Salonwagen diente der Betriebsleitung, um die Bahnanlagen zu befahren. Er war bis zum Ende der Eisenbahninfrastruktur 1968 im Einsatz. Der Wagen ist heute in der Fahrzeughalle des Baskischen Eisenbahnmuseums in Azpeitia untergestellt und harrt der Aufarbeitung.